# Igrejas Reformadas na Argentina
As Igrejas Reformadas na Argentina (IRA) - em espanhol Iglesias Reformadas en Argentina - , formam uma denominação reformada continental, constituída na Argentina a partir da migração holandesa para o país. Em 2022, é formada por 11 igrejas, espalhadas pelo país, que juntas possuem cerca de 2.500 membros.

## História
A partir do Século XIX, muitos holandeses migraram para a Argentina, sobretudo para as regiões de Buenos Aires e Patagônia. Entre eles, estavam membros das Igrejas Reformadas na Holanda. que solicitaram à denominação que enviasse pastores para a Argentina.
Em 1961, foi estabelecido o sínodo das Igrejas Reformadas na Argentina (IRA). Por alguns anos, as Igrejas Evangélicas Reformadas no Brasil fizeram parte deste sínodo, até se tornarem uma denominação independente.
Em 1990, a denominação tinha 13 igrejas e 500 membros. Em 2004, a IRA tinha 11 igrejas e cerca de 669 membros.
Em 2017, havia crescido para 11 igrejas e cerca de 2.500 membros.

## Doutrina
As IRA subscrevem as Três Formas da Unidade (Confissão Belga, Catecismo de Heidelberg e Cânones de Dort), bem como o Credo dos Apóstolos e Credo Atanasiano.

## Relações inter-eclesiásticas
A denominação é membro da Comunhão Mundial das Igrejas Reformadas. Além disso, possui relacionamento próximo com a Igreja Valdense do Rio da Prata e com a Igreja Evangélica do Rio da Prata